# NGC 1041
NGC 1041 је елиптична галаксија у сазвежђу Кит која се налази на NGC листи објеката дубоког неба.
Деклинација објекта је - 5° 26' 24" а ректасцензија 2h 40m 25,2s. Привидна величина (магнитуда) објекта NGC 1041 износи 13,3 а фотографска магнитуда 14,3. NGC 1041 је још познат и под ознакама MCG -1-7-30, NPM1G -05.0115, PGC 10125.